# Ceraleptus lividus
Ceraleptus lividus, auch Dickfühler-Randwanze genannt, ist eine Wanze aus der Familie der Randwanzen (Coreidae).

## Merkmale
Die Wanzen werden 10,0 bis 11,5 Millimeter lang. Sie können anhand ihrer dunklen Streifen je an den Seiten des Kopfes in Höhe der Facettenaugen und anhand der blassen Ränder des basalen Coriums der Hemielytren gut bestimmt werden.

## Verbreitung und Lebensraum
Die Art ist vom Mittelmeerraum bis in den Süden Schwedens und Englands und östlich über Kleinasien und den Kaukasus bis nach Zentralasien verbreitet. Sie ist in Deutschland überall verbreitet und meist nicht selten, im Süden jedoch seltener als im norddeutschen Tiefland. In Österreich ist sie im Osten seltener als Ceraleptus gracilicornis. Besiedelt werden trockene, sonnige Lebensräume. Die Art hat ein weniger starkes Wärmebedürfnis als Ceraleptus gracilicornis. In Großbritannien ist die Art im Wesentlichen auf den Süden und das Zentrum Englands beschränkt und kommt nur lokal und selten häufig vor.

## Lebensweise
Die Tiere leben unter verschiedenen Hülsenfrüchtlern (Fabaceae), wie etwa Klee (Trifolium), Schneckenklee (Medicago), Platterbsen (Lathyrus) oder Wicken (Vicia). Im Norden Deutschlands findet man sie auf Sandböden auch häufig unter Besenginster. Wie auch Ceraleptus gracilicornis treten die überwinternden Imagines ab Ende April auf, die Nymphen findet man von Juni bis August und die adulten Tiere der neuen Generation ab August, die vor der Überwinterung bis in den September oder Oktober aktiv sind.

## Belege